# Muzej primijenjene umjetnosti u Beču
Muzej primijenjene umjetnosti (njem.: Museum für angewandte Kunst) je bečki muzej primijenjene umjetnosti otvoren 1864. kao K. k. Österreichisches Museum für Kunst und Industrie, prvi muzej takve vrsti na kontinentu, s kolekcijom predmeta za svakodnevnu upotrebu od gotike do 19. stoljeća.

## Kolekcija
Muzej danas posjeduje veliku kolekciju tekstila i odjevnih predmeta od antike do današnjih dana, porculana (naročito iz bečkih manufaktura), čaša, nakita od zlata i emajla od srednjeg vijeka do modernih vremena. Muzej ima puno primjeraka europskog namještaja od 13. stoljeća, s velikom kolekcijom bečke tvornice Thonet, i puno predmeta s Orijenta i Dalekoga istoka. Veliku kolekciju manuskripta (najveću zbirku perzijskih ilustriranih knjiga Hamzanama iz 16. stoljeća. Puno skica i nacrta Gustava Klimta za dekoraciju briselske Palače Stoclet, pravo bogatstvo predmeta udruženja Wiener Werkstätte s početka 20. stoljeća i puno arhitektonskih nacrta i maketa brojnih arhitekata. 

## Povijest
Muzej je službeno osnovan 7. ožujka 1863. dekretom cara Franje Josipa, nakon upornih nastojanja Rudolfa von Eitelbergera koji je bio blizak habsburgškom dvoru, po uzoru na londonski Victoria i Albert Muzej (osnovan 1852.)
Za javnost je otvoren 12. svibnja 1864. u prostorijama u okviru tadašnjeg Hofburga, 1868. otpočela je gradnja zgrade muzeja po drugom projektu Heinricha von Ferstela koji je konačno odobrio car. Neorenesansna zgrada muzeja je dovršena 1871. kao prvi muzej na novoj aleji Ringstrasse, u nju se uselio muzej zajedno sa Školom primijenjene umjetnosti. Zgrada muzeja je prvi put proširena 1909.
Od 1938. i nacističke aneksije Austrije muzej se zove Staatliches Kunstgewerbemuseum, a od 1947. Österreichisches Museum für angewandte Kunst. Između 1989. – 1993. izvedena je kompletna rekonstrukcija muzeja, dograđena su dva podzemna kata i novo krilo muzeja. <